# Świdrzyk lśniący
Świdrzyk lśniący (Cochlodina laminata) – europejski gatunek ślimaka trzonkoocznego (Stylommatophora) z rodziny świdrzykowatych (Clausiliidae). Żyje w lasach, gdzie chowa się w ściółce, pod korą i przy pniach.

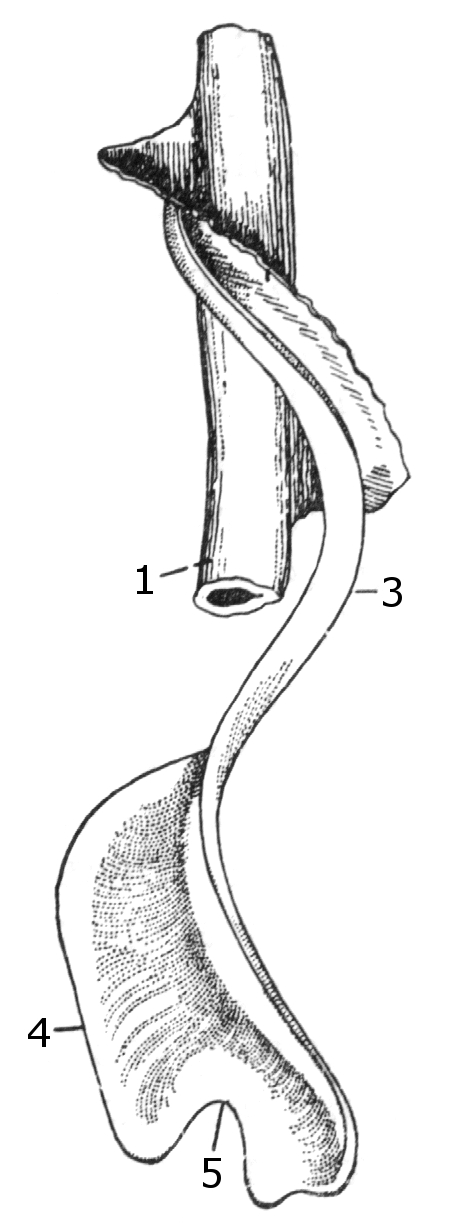
Schemat budowy klausilium świdrzyka lśniącego

## Występowanie
Występuje niemal w całej Europie, choć w części zachodniej kontynentu rzadszy. Południowy zasięg wyznacza linia północnej Hiszpanii, Włoch i północnych krańców Grecji. Na północy sięga południowej Skandynawii, a na wschodzie sięga Kaukazu. W odpowiednich warunkach występuje bardzo licznie.

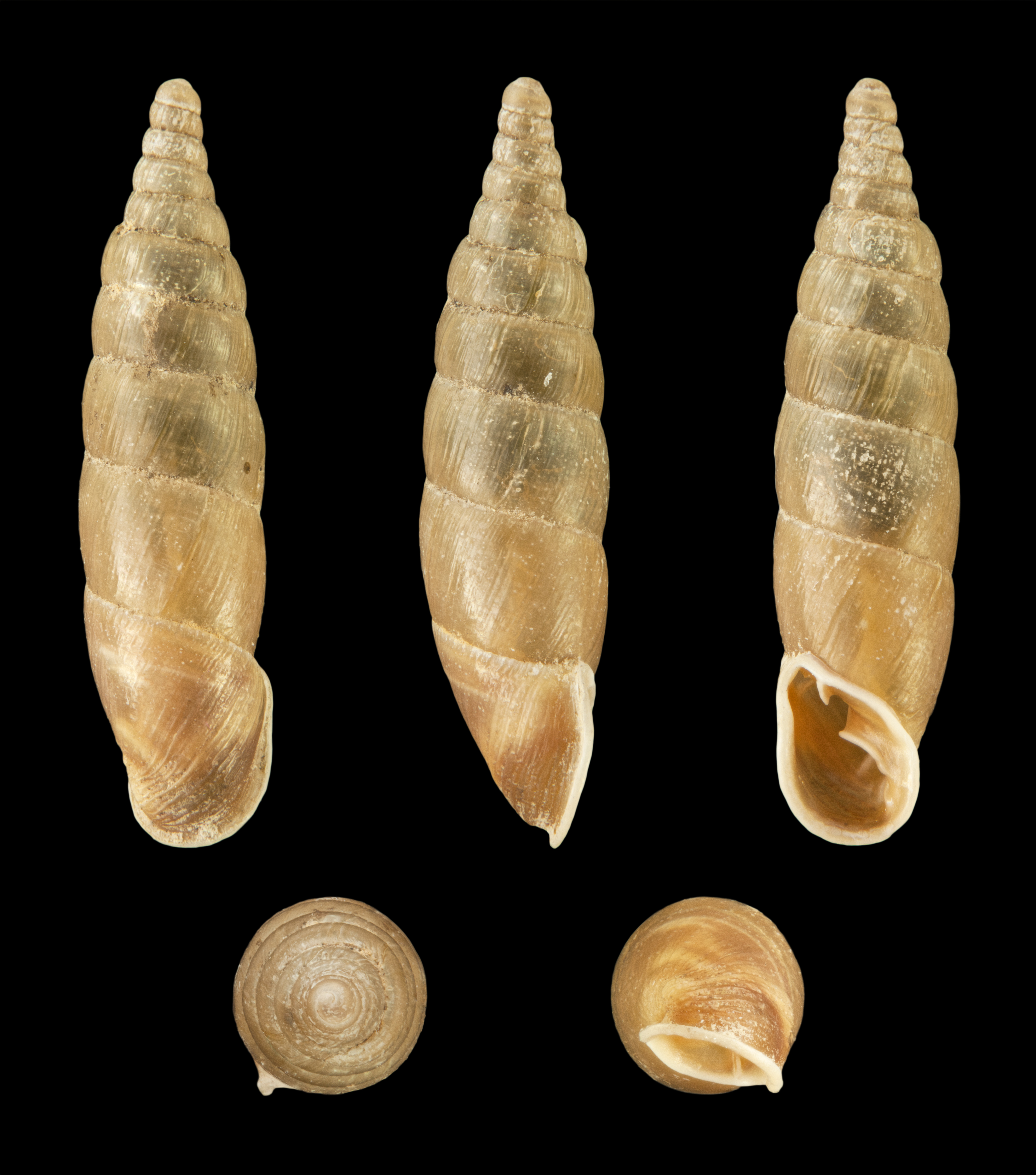
Muszla świdrzyka lśniącego oglądana z różnych stron

## Wygląd
Jest to jeden z większych przedstawicieli świdrzykowatych, osiągający długość muszli 15–18 mm, a szerokość 4 mm. Muszla wąska, wrzecionowata, lewoskrętna, o licznych skrętach. Muszlę zamyka, charakterystyczny dla tej rodziny nieregularny twór zwany klausilium, dzięki któremu ślimak chroni się przed niekorzystnymi warunkami atmosferycznymi i drapieżnikami. Kolor muszli brązowy, czasem z białym nalotem. Ciało ślimaka brązowe i lśniące.

## Pożywienie i rozmnażanie
Świdrzyki lśniące preferują martwy pokarm roślinny, czasem zjadają też grzyby. Jak inne ślimaki są hermafrodytami. Gody odbywają się w sierpniu. Składają do ściółki 10–15, rzadziej 17 jaj barwy białej, o średnicy 2 mm. Młode wykluwają się w zależności od warunków pogodowych pod koniec września lub na początku października. W pełni dorosłe są po dwóch latach. Dożywają, przynajmniej w hodowli, do lat pięciu.